# الفتة (حيسان)

تعديل مصدري - تعديل

الفتة محلة تابعة لقرية الحرامص، التابعة لعزلة حيسان بمديرية بعدان إحدى مديريات محافظة إب في الجمهورية اليمنية، بلغ تعداد سكانها 77 حسب تعداد اليمن لعام 2004.